# Ban Zhao (cràter)
Ban Zhao és un cràter d'impacte en el planeta Venus de 39 km de diàmetre. Porta el nom de Ban Zhao (c. 35 aC-100), historiadora i poetessa xinesa, i el seu nom va ser aprovat per la Unió Astronòmica Internacional el 1991.
Es troba al sud els cràters Maria Celeste i Greenaway.